# Ideogram

Den grekiska bokstaven stora Pi används i matematisk text som ideogram för begreppen "produkt" medan lilla pi betecknar det irrationella talet 3,14159….

Ett ideogram (gr. ιδεα idea "idé" och γραφω grapho "gramma", "skriva") är ett skrivtecken som står för ett ord eller ett begrepp istället för ett språkligt ljud eller stavelse. Hit hör avbildande piktogram, till exempel , som är synonym med glad, trevlig och liknande, och mer abstrakta tecken som π, %, järnmärket och @. Medan piktogram kan förstås av människor från vilken kultur som helst, kräver andra ideogram något slags förförståelse.
Termen "ideogram" används också ibland för att beskriva egyptiska hieroglyfer och kinesiska tecken, men detta är egentligen inte särskilt rättvisande. En mer rättvisande term kan vara logogram. När det gäller kinesiska argumenterar John DeFrancis m.fl. för att kalla det för ett  morfosyllabiskt skriftspråk, där enskilda tecken skulle vara morfogram, för att lägga vikt på skriftspråkets fonetiska aspekter.